# Centennial (Wyoming)
Centennial es un lugar designado por el censo ubicado en el condado de Albany en el estado estadounidense de Wyoming . En el año 2010 tenía una población de 270 habitantes y una densidad poblacional de 10.38 personas por km². 

## Geografía
Centennial se encuentra ubicado en las coordenadas 41°17′23.04″N 106°7′3.72″O / 41.2897333, -106.1177000. Según la Oficina del Censo, la localidad tiene un área total de 26 km² (10,0 mi²), de la cual 26 km² (10,0 mi²) es tierra y 0 km² (0 mi²) (0.0%) es agua. Está situada en un entorno montañoso bastante amplio donde es común ver algunas granjas ubicadas en su ladera.

### Localidades adyacentes
El siguiente diagrama muestra a las localidades en un radio de 68 kilómetros (42,3 mi) de Centennial.

## Demografía
En el 2000 la renta per cápita promedia del hogar era de $44.063, y el ingreso promedio para una familia era de $63.214. El ingreso per cápita para la localidad era de $26.248. En 2000 los hombres tenían un ingreso per cápita de $26.719 contra $22.500 para las mujeres. Alrededor del 10.20% de la población estaba bajo el umbral de pobreza nacional.